# 金遺腹
金 遺腹（キム・ユボク、朝鮮語: 김유복/金遺腹、1925年6月1日 - 2008年11月20日）は、大韓民国の陸軍軍人、実業家、政治家。第10・11代韓国国会議員。
本貫は金海金氏。号は松泉（ソンチョン、송천）。カトリック教徒。

## 経歴
現在の京畿道南楊州市出身。東国大学校政経学部政治科、陸軍士官学校（第7期、1948年）卒、ソウル大学校行政大学院政策研究課程履修。
陸軍では1960年の四月革命の時のソウル市内の戒厳を担当した陸軍第15師団第37連隊長、同年に16総合大学学徒軍事訓練団創立者および第102学徒軍事訓練団長、1962年9月に初代ソウル兵務庁（現・ソウル地方兵務庁）長、陸軍本部秘書室長、1967年2月に駐ベトナムの猛虎師団副師団長、1968年3月に第6管区副司令官、1969年12月に第30師団長を務めた。同月に准将として予備役編入後は韓国ヒューム管社長、建設業の会社や高麗生命保険社長などを務めた。そのほかは国会議員を2期（第10代は統一主体国民会議議員、第11代は国民党の全国区議員）務め、ソウル在郷軍人会長、大韓フィールドホッケー協会長、国際ロータリー第3640地区総裁兼韓国総財団協議会長、国連傘下ワクチン研究所理事、韓国教会史研究所理事、セマウル金庫連合会長・顧問などを歴任した。
2008年11月20日に持病により死去、享年83。

## エピソード
1971年ごろの本人インタビューによると、高麗生命保険の社長として訪れる顧客一人一人に対して謝罪を忘れず、保険金の支払いは順調だったという。社長として就任前に、高麗生命保険は保険金の支給について遅延が指摘されていた。